# Kathryn Prescott
Kathryn Prescott (Palmers Green, Londres, Inglaterra, 4 de junio de 1991) es una actriz británica, más conocida por interpretar a Emily Fitch en la serie de drama adolescente Skins y Carter Stevens en el drama de MTV Finding Carter de 2014.

## Carrera
En julio de 2008, Prescott y su hermana gemela Megan aparecieron en un episodio del soap opera Doctors, interpretando a las hermanas gemelas Amy y Charlotte Wilcox en "Dare, Double Dare, Truth". A principios de 2009, Prescott interpretó a Emily Fitch en las temporadas 3, 4 y 7 de Skins. Prescott declaró en su sitio web oficial en marzo de 2010 que tenía un papel en el piloto de Goth. Prescott también interpretó a Carter Stevens/Lyndon Wilson en Finding Carter de MTV que duró 2 temporadas.

## Vida personal
Kathryn es seis minutos mayor que su hermana gemela Megan. Al ofrecer su  "Top Ten Playlist" del sitio web oficial de Skins, Prescott nombró a Röyksopp, The Cardigans y Metallica como su música favorita. En respuesta a la pregunta de un fan en su sitio web oficial, Prescott reveló que preferiría no etiquetarse a ella misma con respecto a su sexualidad, y que las "etiquetas son para las latas" (después de rumores sobre la homosexualidad de su personaje en Skins), y no cree que "la gente se define por su sexualidad", lo que sugiere que "no cambia quién eres como persona". Después de otra pregunta, reveló que mientras ella no es "estrictamente" vegetariana, pero es cuidadosa de qué carne consume.

## Filmografía

### Cine
| Año  | Título             | Rol           | Notas           |
| ---- | ------------------ | ------------- | --------------- |
| 2014 | Vargulf            | Grace         | Cortometraje    |
| 2014 | Insoma             | Homeless Girl | Cortometraje    |
| 2014 | Dregs              | Zoe           | Cortometraje    |
| 2014 | Counting Backwards | Kelly         | Cortometraje    |
| 2014 | The Hive           | Katie         |                 |
| 2017 | Fun Mom Dinner     | Zoe           |                 |
| 2017 | To the Bone        | Anna          |                 |
| 2018 | Dude               | Chloe         |                 |
| 2019 | A Dog's Journey    | CJ            |                 |
| 2019 | Polaroid           | Bird Fitcher  | Post-producción |

### Televisión
| Año       | Título          | Rol                            | Notas                                                  |
| --------- | --------------- | ------------------------------ | ------------------------------------------------------ |
| 2008      | Doctors         | Amy Wilcox                     | Episodio: "Dare, Double Dare, Truth"                   |
| 2009–2010 | Skins           | Emily Fitch                    | Protagonista (seasons 3-4); 16 episodes                |
| 2011      | Monroe          | Jennifer                       | Episodio #1.04                                         |
| 2012      | Casualty        | Ruby Beale                     | Episodio: "Duty of Care"                               |
| 2012      | Bedlam          | Cass                           | Episodio: "Pool of Tears"                              |
| 2013      | Being Human     | Natasha                        | Episodio: "No Care, All Responsibility"                |
| 2013      | Skins Fire      | Emily Fitch                    | Protagonista; two-part feature-length episode: "Skins" |
| 2014      | Reign           | Penelope                       | Rol recurrente; 4 episodios                            |
| 2014–2015 | Finding Carter  | Carter Stevens / Lyndon Wilson | Protagonista; 36 episodios                             |
| 2015      | The Dovekeepers | Aziza                          | invitada; 2 episodios                                  |
| 2017      | 24: Legacy      | Amira Dudayev                  | Rol recurrente; 6 episodios                            |
| 2017      | The Son         | Young Ingrid                   | invitada; 3 episodios                                  |

### Videos musicales
| Año  | Título       | Rol                | Notas       |
| ---- | ------------ | ------------------ | ----------- |
| 2013 | "Love Bites" | The Midnight Beast | Chica zombi |